# Torxé
Torxé ist eine französische Gemeinde mit 252 Einwohnern (Stand: 1. Januar 2022) im Département Charente-Maritime in der Region Nouvelle-Aquitaine (vor 2016: Poitou-Charentes); sie gehört zum Arrondissement Saint-Jean-d’Angély und zum Kanton Saint-Jean-d’Angély. Die Einwohner werden Torxéens und Torxéennes genannt.

## Geographie
Torxé liegt etwa 50 Kilometer ostsüdöstlich von La Rochelle. Umgeben wird Torxé von den Nachbargemeinden Puyrolland und Nachamps im Norden, Landes im Osten, Chantemerle-sur-la-Soie im Süden sowie Tonnay-Boutonne im Westen.

## Bevölkerungsentwicklung
| Jahr                       | 1962 | 1968 | 1975 | 1982 | 1990 | 1999 | 2006 | 2019 |
| Einwohner                  | 307  | 272  | 244  | 216  | 202  | 233  | 231  | 230  |
| Quellen: Cassini und INSEE |      |      |      |      |      |      |      |      |

## Sehenswürdigkeiten
- Kirche Saint-Pierre aus dem 13. Jahrhundert

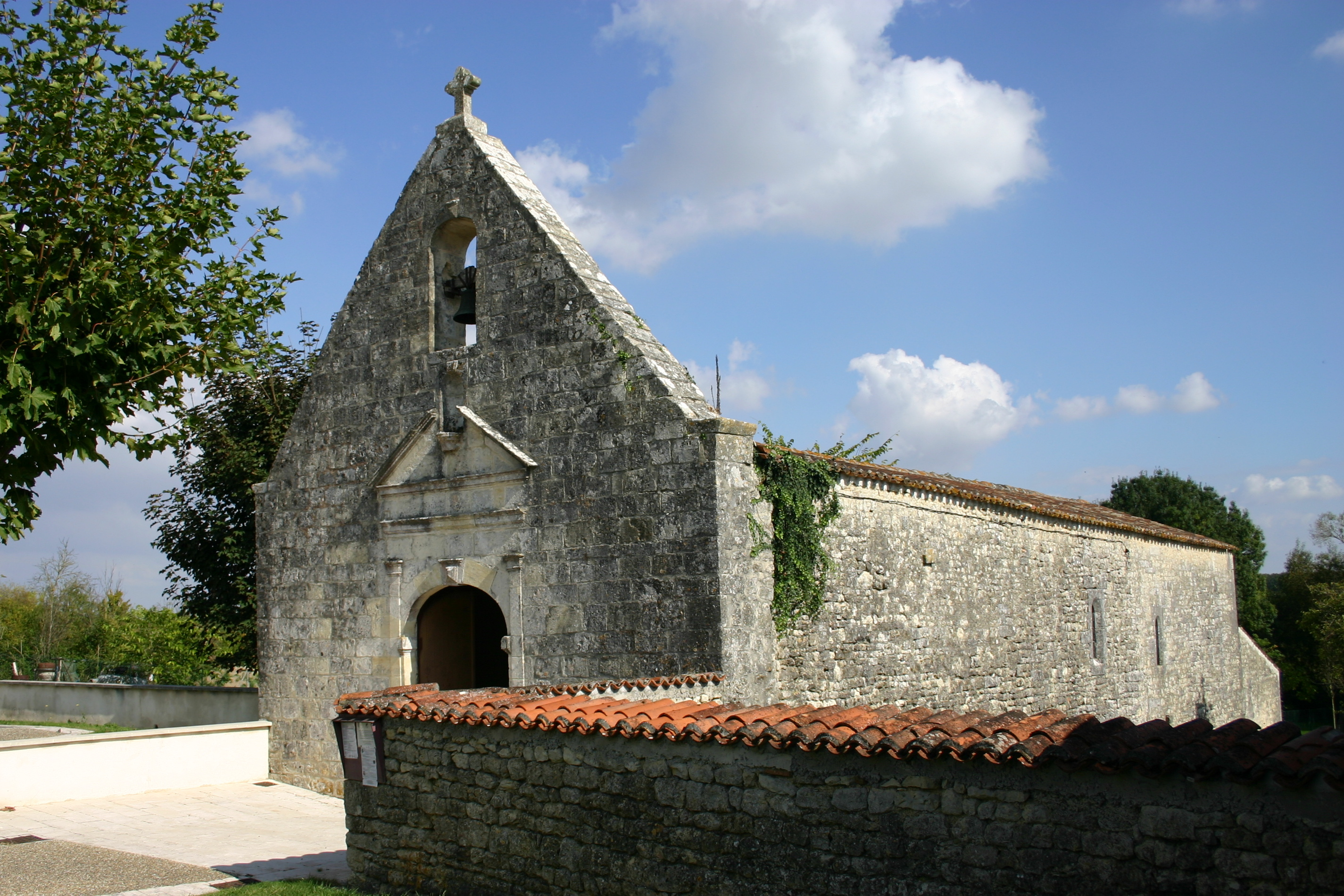
Kirche Saint-Pierre

- Mühle von Saint-Marmé